# Fausse fonction thêta
En mathématiques, et plus précisément en analyse,  une fausse forme modulaire est la partie holomorphe  d'une forme de Maass (en) harmonique, et  une fausse fonction thêta est essentiellement une fausse forme modulaire de poids 1⁄2. Les premiers exemples de fausses fonctions thêta furent décrits par Srinivasa Ramanujan dans sa dernière lettre à Godfrey Harold Hardy (en 1920) et dans son cahier perdu ; il a découvert alors que ces fonctions se comportent en partie comme les fonctions thêta, d'où leur nom (mock theta functions en anglais). Sander Zwegers découvrit en 2001 la relation entre les fausses fonctions thêta et les formes de Maas.

## Historique
La lettre de Ramanujan à Hardy du 12 janvier 1920 donne une liste de 17 exemples de fonctions se comportant en partie comme les fonctions thêta, et qu'il propose d'appeler des mock theta functions (dans cette lettre, il ne fait pas une distinction claire entre les « vraies » fonctions thêta et ce qu'on appelle actuellement des formes modulaires) ; le cahier perdu, écrit à la même époque, contient plusieurs autres exemples. Ramanujan indique qu'elles ont un développement asymptotique aux « pointes » (c'est-à-dire aux sommets situés sur l'axe réel du polygone fondamental correspondant au groupe modulaire), semblable à celui des formes modulaires de poids 1⁄2 (peut-être avec des pôles aux pointes), mais qu'elles ne peuvent pas être exprimées en termes de fonctions thêta « ordinaires ». 
Ramanujan associait un ordre à ces fonctions, mais sans le définir clairement ; cette notion s'avéra correspondre au conducteur (en) du caractère de la forme de Maas admettant la fausse fonction thêta comme projection holomorphe (avant les travaux de Zwegers, on ne connaissait que des exemples d'ordre 3, 5, 6, 7, 8 et 10).
Dans les décennies suivantes, les fausses fonctions thêta furent étudiées par de nombreux mathématiciens, dont  Watson, Andrews et Selberg, qui démontrèrent les affirmations de Ramanujan à leur sujet, et découvrirent plusieurs autres exemples et identités (la plupart étaient déjà connus de Ramanujan, et figuraient dans le cahier perdu). Watson montra en particulier en 1936 que  sous l'action des éléments du groupe modulaire, les fausses fonctions thêta d'ordre 3 se transforment presque comme les formes modulaires de poids 1⁄2 (multipliées par des puissances convenables de q), si ce n'est qu'apparaissent des  « termes d'erreur » dans les équations fonctionnelles, généralement donnés sous forme d'intégrales explicites. Cependant, on ne disposait pas de définitions rigoureuses de ces fonctions, jusqu'à ce que  Sander Zwegers découvre vers 2001 la relation de ces fonctions avec les formes de  Maass, les sommes de Lerch, et les séries thêta indéfinies. Zwegers montra, en utilisant les travaux de  Watson et d'Andrews, que les fausses fonctions thêta d'ordre 3, 5, et 7 peuvent s'écrire comme somme d'une forme de Maass de poids 1⁄2 et d'une fonction bornée le long de géodésiques aboutissant aux pointes. La forme de Maas a pour valeur propre 3⁄16 pour le Laplacien hyperbolique, la même valeur que pour les formes modulaires  (holomorphes) de poids 1⁄2 ; elle augmente cependant exponentiellement près des pointes, ne satisfaisant donc pas la condition de croissance usuelle pour les formes holomorphes. Zwegers démontra ce résultat de trois façons différentes,  en reliant les fausses fonctions thêta aux fonctions thêta de Hecke, aux sommes de Appell–Lerch, et aux formes de Jacobi méromorphes.
Ces résultats de Zwegers permettent d'étendre de nombreuses propriétés des formes modulaires aux fausses fonctions thêta. En particulier, ces fonctions appartiennent à certains espaces explicites de dimension finie, ce qui simplifie les difficiles démonstrations de certaines identités entre elles, les ramenant à des calculs de routine d'algèbre linéaire. Il devient ainsi possible de produire des exemples de ces fonctions en nombre infini, alors qu'avant ces travaux on ne connaissait qu'une cinquantaine d'exemples, pour la plupart déjà obtenus par  Ramanujan. Kathrin Bringmann et Ken Ono, appliquant les idées de Zwegers, montrèrent que certaines q-séries provenant des séries hypergéométriques de Rogers–Fine sont liées à la partie holomorphe de formes de Maas de poids 3⁄2 et que les développements asymptotiques des coefficients des fausses fonctions thêta d'ordre 3 f(q) étudiées par Andrews et Dragonette convergeaient vers ces coefficients(Ken Ono fait remarquer que certains de ces résultats avaient été conjecturés avec précision par Ramanujan, ce qui lui semble incompréhensible, compte tenu des outils dont ce dernier disposait).

## Définitions
On appelle fausse forme modulaire la partie holomorphe d'une forme de Maass faiblement harmonique (en).
Plus précisément, soit k un poids fixé (en général, avec 2k entier). Soit Γ un sous-groupe du groupe spécial linéaire SL2(Z) (ou du  groupe métaplectique si  k est demi-entier) et ρ un caractère de Γ. Une  forme modulaire f pour ce caractère, de poids k, est transformée par les éléments de Γ selon la règle :
{\displaystyle f\left({\frac {a\tau +b}{c\tau +d}}\right)=\rho {\begin{pmatrix}a&b\\c&d\end{pmatrix}}(c\tau +d)^{k}f(\tau )}.
Une forme de Maass (faible) de poids k est une fonction continue sur le demi-plan supérieur qui se transforme comme une forme modulaire de poids 2 − k et qui est une fonction propre du Laplacien de poids  k ; on dit que cette forme est faiblement harmonique si la valeur propre associée est  {\displaystyle (1-{\frac {k}{2}}){\frac {k}{2}}}, c'est-à-dire la valeur propre des formes modulaires de poids k. Une forme de Maass (en) est une forme de Maass faible à décroissance rapide aux pointes.
Une forme de Maass faiblement harmonique est donc annulée par l'opérateur différentiel {\displaystyle {\frac {\partial }{\partial \tau }}y^{k}{\frac {\partial }{\partial {\overline {\tau }}}}}.
Si  F est une  forme de Maass faiblement harmonique, la fonction g définie par {\displaystyle g=y^{k}{\frac {\partial {\overline {F}}}{\partial \tau }}=\sum _{n}b_{n}q^{n}} est holomorphe (sauf peut-être aux pointes), et se transforme comme une forme modulaire de poids k. Définissant alors g* par 
{\displaystyle g^{*}(\tau )=\left({\frac {\mathrm {i} }{2}}\right)^{k-1}\int _{-{\overline {\tau }}}^{\mathrm {i} \infty }(z+\tau )^{-k}{\overline {g(-{\overline {z}})}}\,\mathrm {d} z=\sum _{n}n^{k-1}{\overline {b_{n}}}\beta _{k}(4ny)q^{-n+1}}, où {\displaystyle \displaystyle \beta _{k}(t)=\int _{t}^{\infty }u^{-k}\mathrm {e} ^{-\pi u}\,\mathrm {d} u} est la fonction gamma incomplète (à une constante près),
on dit que h = F − g* est la partie holomorphe de F.
L'intégrale ne converge que si g s'annule à la pointei∞, mais on peut au besoin étendre la fonction gamma incomplète par prolongement analytique, ce qui permet de définir la partie holomorphe de F même quand ce n'est pas le cas. 
Une fausse forme modulaire est définie comme la partie holomorphe h d'une  forme de Maass faiblement harmonique F ; il y a donc un isomorphisme entre  l'espace des fausses formes modulaires h et un sous-espace des formes de Maass faiblement harmoniques.
La fausse forme modulaire h est holomorphe, mais pas tout à fait modulaire, tandis que h + g* est modulaire, mais holomorphe seulement en dehors des pointes (on dit que c'est une forme « presque modulaire »). L'espace de formes presque modulaires de poids k est un sous-espace de l'espace des fausses formes modulaires de poids k. L'espace quotient est isomorphe à l'espace des formes modulaires (holomorphes) de poids 2 − k. La forme g correspondant par cet isomorphisme à une fausse forme modulaire h est appelée son ombre. Il est fréquent que des fausses fonctions thêta  distinctes aient la même ombre ; par exemple, les dix fausses fonctions thêta d'ordre 5 trouvées par Ramanujan forment deux groupes, les cinq fonctions de chaque groupe ayant la même ombre à une constante multiplicative près.
Don Zagier définit une  fausse fonction thêta comme le produit d'une puissance rationnelle de q = e2πiτ (ce terme provient de considérations historiques) par une fausse forme modulaire de poids 1/2 dont l'ombre est une série thêta de la forme{\displaystyle \sum _{n\in Z}\varepsilon (n)nq^{\kappa n^{2}}}, où κ est un rationnel positif et ε une fonction impaire et périodique (toute série thêta de ce type est une forme modulaire de poids 3/2). 
La plupart des fausses formes modulaires et des formes faibles de Maas ont une croissance rapide aux pointes. On impose le plus souvent que cette croissance soi au plus exponentielle (ce qui implique pour les fausses formes modulaires qu'elles sont méromorphes aux pointes).  Pour un groupe et un poids donné, l'espace des  fausses formes modulaires dont la croissance est bornée aux pointes par une exponentielle fixée est un espace de dimension finie.

## Séries d'Appell–Lerch
Les séries d'Appell–Lerch, généralisation des séries de Lambert, furent définies et étudiées par Paul Appell et Matyáš Lerch. Watson exprima les fausses fonctions thêta d'ordre 3 en termes de séries d'Appell–Lerch, et Zwegers les utilisa pour montrer que les fausses fonctions thêta sont essentiellement des fausses formes modulaires.
Une série d'Appell–Lerch de paramètres u, v et τ est définie par
{\displaystyle \mu (u,v;\tau )={\frac {a^{\frac {1}{2}}}{\theta (v;\tau )}}\sum _{n\in Z}{\frac {(-b)^{n}q^{{\frac {1}{2}}n(n+1)}}{1-aq^{n}}}}
où
{\displaystyle \displaystyle q=\mathrm {e} ^{2\mathrm {i} \pi \tau },\quad a=\mathrm {e} ^{2\mathrm {i} \pi u},\quad b=\mathrm {e} ^{2\mathrm {i} \pi v}}
et
{\displaystyle \theta (v,\tau )=\sum _{n\in Z}(-1)^{n}b^{n+{\frac {1}{2}}}q^{{\frac {1}{2}}\left(n+{\frac {1}{2}}\right)^{2}}.}
La série modifiée
{\displaystyle {\hat {\mu }}(u,v;\tau )=\mu (u,v;\tau )-{\frac {1}{2}}R(u-v;\tau )},
où
{\displaystyle R(z;\tau )=\sum _{\nu \in Z+{\frac {1}{2}}}(-1)^{\nu -{\frac {1}{2}}}\left({\rm {sign}}(\nu )-E\left[\left(\nu +{\frac {\Im (z)}{y}}\right){\sqrt {2y}}\right]\right)\mathrm {e} ^{-2\mathrm {i} \pi \nu z}q^{-{\frac {1}{2}}\nu ^{2}}} et y = Im(τ) et {\displaystyle E(z)=2\int _{0}^{z}\mathrm {e} ^{-\pi u^{2}}\,\mathrm {d} u},
vérifie les propriétés de transformation suivantes :
{\displaystyle {\begin{aligned}{\hat {\mu }}(u+1,v;\tau )&=a^{-1}bq^{-{\frac {1}{2}}}{\hat {\mu }}(u+\tau ,v;\tau )\\&{}=-{\hat {\mu }}(u,v;\tau )\\\mathrm {e} ^{{\frac {2}{8}}\mathrm {i} \pi }{\hat {\mu }}(u,v;\tau +1)&={\hat {\mu }}(u,v;\tau )\\&{}=-\left({\frac {\tau }{i}}\right)^{-{\frac {1}{2}}}\mathrm {e} ^{{\frac {\mathrm {i} \pi }{\tau }}(u-v)^{2}}{\hat {\mu }}\left({\frac {u}{\tau }},{\frac {v}{\tau }};-{\frac {1}{\tau }}\right).\end{aligned}}}
Autrement dit, les séries (modifiées) d'Appell-Lerch se transforment comme les formes modulaires (par rapport à τ). Les fausses fonctions thêta pouvant s'exprimer à l'aide de séries d'Appell-Lerch, cela entraîne qu'elles se transforment comme des formes modulaires si on leur ajoute une série (non-holomorphe) convenable.

## Séries thêta indéfinies
Andrews montra en 1986 que plusieurs des fausses fonctions thêta d'ordre cinq étaient de la forme Θ(τ)/θ(τ),  où  θ(τ) est une forme modulaire de poids 1/2 et Θ(τ) une fonction thêta d'une forme quadratique  binaire non définie ;  Hickerson démontra des résultats analogues pour des fonctions d'ordre sept. Zwegers montra comment prolonger ces fonctions thêta pour obtenir des formes modulaires réelles analytiques, et s'en servit pour obtenir une nouvelle preuve de la relation entre fausses fonctions thêta  et formes de Maass.

## Formes de Jacobi méromorphes
En 1988, Andrews observa de même qu'on pouvait exprimer ces fonctions comme quotients de fonctions thêta de Jacobi ; là encore, Zwegers put utiliser ces idées pour exprimer les fausses fonctions thêta comme coefficients de Fourier de formes de Jacobi méromorphes.

## Applications
- Lawrence et Zagier ont relié ces fonctions  aux invariants quantiques (en) des 3-variétés[17].
- En 2005, elles furent reliées aux superalgèbres de Lie de dimension infinie et à la théorie du champ conforme à deux dimensions (en)[18] ; ce dernier résultat fut généralisé en 2010 aux théories du champ conforme admettant un spectre continu[19].
- Elles apparaissent également dans la théorie de l'umbral moonshine (en), une généralisation de celle du monstrous moonshine.
- En 2012, elles ont été utilisées en théorie des cordes[20].

## Exemples
- Toute forme modulaire de poids k (peut-être seulement méromorphe aux pointes) est une fausse forme modulaire de poids k et d'ombre 0.
- La série d'Eisenstein quasi-modulaire

{\displaystyle \displaystyle E_{2}(\tau )=1-24\sum _{n>0}\sigma _{1}(n)q^{n}}
de poids  2 et de niveau 1 est une fausse forme modulaire de poids 2 avec pour ombre une constante. Cela implique que
{\displaystyle \displaystyle E_{2}(\tau )-3/\pi y}
se transforme comme une forme modulaire de poids 2 (où τ = x + iy).
- La fonction étudiée par Zagier et Hurwitz[21], dont les coefficients de Fourier sont  les nombres de classe d'Hurwitz H(N) des corps imaginaires quadratiques, est une fausse forme modulaire de poids 3/2, de niveau 4, et d'ombre ∑ q n2. La forme de Maas correspondante est

{\displaystyle F(\tau )=\sum _{N}H(N)q^{n}+y^{-1/2}\sum _{n\in Z}\beta (4\pi n^{2}y)q^{-n^{2}}}
où
{\displaystyle \beta (x)={\frac {1}{16\pi }}\int _{1}^{\infty }u^{-3/2}\mathrm {e} ^{-xu}\mathrm {d} u}
et y = Im(τ), q = e2πiτ.
Les fausses fonctions thêta sont les fausses formes modulaires de poids 1/2 dont l'ombre est une fonction thêta unitaire, multipliées par une puissance rationnelle de q, ceci pour des raisons historiques : avant que les travaux de Zwegers n'amènent à une construction générale, la plupart des exemples étaient donnés en fonction de séries hypergéométriques, ou plus précisément de leurs q-analogues). Cela est considéré actuellement comme anecdotique, la plupart des fausses fonctions thêta n'admettant pas de telles représentations.
Le cas « trivial » est donné par les formes modulaires holomorphes de poids 1/2, lesquelles furent classifiées par Serre et Stark en 1977, qui montrèrent qu'elles pouvaient toutes s'écrire à l'aide de fonctions thêta associées à un réseau de dimension un.